# Chaetendophragmia triangularis
Chaetendophragmia triangularis är en svampart som beskrevs av Matsush. 1971. Chaetendophragmia triangularis ingår i släktet Chaetendophragmia, divisionen sporsäcksvampar och riket svampar.   Inga underarter finns listade i Catalogue of Life.